# Biserica romano-catolică din Pașcani

Biserica romano-catolică din Pașcani.

Biserica „Sfântul Anton de Padova” din Pașcani este o biserică romano-catolică construită între anii 1985-1996 în orașul Pașcani (județul Iași). Ea se află pe strada 1 Decembrie 1918 nr. 1.

## Istoric

### Formarea comunității catolice
Formarea comunității catolice din Pașcani datează după Unirea Principatelor Române (1859). În anii următori unirii s-a pus problema construirii de căi ferate pe teritoriul noului stat. Printre primele căi ferate proiectate a fost calea ferată care urma să lege fosta capitală a Moldovei, Iași, de noua capitală a țării, București. 
Statul român a încheiat la 24 mai 1868 o înțelegere cu consorțiul austriac Offenheim pentru construcția liniilor Roman - Ițcani, Pașcani - Iași și Verești - Botoșani, în lungime de 224 km. La 25 decembrie 1869 a fost deschis traseul feroviar Suceava-Roman, care trecea și prin Pașcani. A urmat darea în exploatare a liniilor Pașcani - Iași (iunie 1870) și Verești - Botoșani (noiembrie 1871). Stația Pașcani a devenit astfel un nod de cale ferată, aici intersectându-se principalele linii ferate care traversau Moldova.
Compania feroviară Lemberg-Czernowitz-Jassy Eisenbahn (LCJE) a continuat să exploateze liniile construite pe teritoriul românesc până în anii 1888-1889, când acele porțiuni de traseu au fost naționalizate de statul român. La construcția căilor ferate au lucrat meseriași austrieci, polonezi și germani, care mai lucraseră și la alte căi ferate și aveau o bună pregătire tehnică. Marea majoritate a meseriașilor străini a rămas în zonă și după finalizarea lucrărilor la linii, clădiri și atelierele de deservire a transporturilor, ei stabilindu-se în special la Pașcani, unde au continuat să lucreze la exploatarea căilor ferate. 
Muncitorii străini stabiliți în oraș împreună cu familiile au pus o serie de condiții companiei la care lucrau. Compania austriacă le-a construit locuințe în incinta atelierelor din zona de nord și din zona depoului de locomotive, o biserică catolică în zona dintre atelierele de reparat locomotive și vagoane și depoul de locomotive, o școală primară în limbile germană și polonă care a funcționat inițial pe lângă biserica catolică și un centru de cultură și distracții, tot lângă biserica catolică, unde s-au desfășurat activități culturale și sportive (baluri anuale, spectacole de teatru, concerte de muzică, bibliotecă, o sală de tir și un teren de tenis). 
Anterior construirii căilor ferate, Pașcaniul era format dintr-o serie de așezări mai vechi: Vatra Pașcanilor, Fântânele și „Centrul” de azi al orașului. Localitatea începuse să se dezvolte la jumătatea secolului al XIX-lea, când s-au înființat aici o serie de instituții administrative. După construirea căilor ferate, localitatea Pașcani a devenit centru urban, prin unirea tuturor acestor așezări și în special prin apariția meseriașilor străini și a celor români, care se calificau pentru această nouă meserie. 

### Prima biserică
La intervenția ing. Iosif Sonntag, moșierul Roznovanu a donat Bisericii Catolice, fără posibilitatea de răscumpărare, două terenuri aflate peste calea ferată: unul avea o lungime de 70-80 m și o lățime de 50-60 m și era destinat pentru construirea bisericii, iar al doilea avea o lungime de 70-80 m și o lățime de 50-60 m și era destinat pentru amenajarea unui cimitir. Terenul din urmă era mlăștinos și nu a putut fi folosit pentru cimitir, iar moșierul Roznovanu, la insistența aceluiași Iosif Sonntag, a donat un alt teren pentru cimitir în zona de deal, cu condiția ca noul cimitir să fie folosit jumătate pentru credincioșii catolici și jumătate pentru credincioșii ortodocși. Pe acel teren s-a amenajat cimitirul existent astăzi în centrul orașului Pașcani. 
Pe terenul mlăștinos, aflat între atelierele de reparat locomotive și vagoane și depoul de locomotive și care fusese destinat inițial pentru amenajarea cimitirului, compania Lemberg-Czernowitz-Jassy Eisenbahn (LCJE) a construit în 1872 o biserică catolică cu hramul „Adormirea Maicii Domnului”. Pe atunci, comunitatea catolică din Pașcani număra aproximativ 1.500 de credincioși. Prima atestare documentară a unei comunități catolice și implicit a unei biserici la Pașcani datează din 1875 când preot al comunității este menționat Lea Bonaventura, în fruntea a peste 500 familii.  Biserica a fost sfințită în anul 1879 de către episcopul Fidelis Dehm, vizitator apostolic în Moldova (1878-1880). 
Lângă biserica catolică a fost organizată o casă parohială pentru preot și pentru personalul deservent al bisericii, o clopotniță la intrarea în curtea bisericii, o școală primară în care se preda în limbile germană și polonă și o casă de cultură și distracții (denumită inițial „sală de tir”). 
Printre preoții care au slujit în cadrul acestei comunități sunt de menționat următorii: Lea Bonaventura (prin 1875), Alois Kulpa, Damian Clucynschi (1900), Celestin Vaies, Iacint Bock.  Până după primul război mondial, biserica a fost deservită de preoți din Parohia Iași. 
În perioada interbelică a fost înființată Parohia Pașcani. În 1925 preotul franciscan polonez Iacint Bock a fost numit paroh al comunității, locuind în Parohia Pașcani.  Episcopul Mihai Robu l-a numit la 24 mai 1933 pe pr. dr. Petru Pal ca paroh la Pașcani. Până la începerea celui de-al doilea război mondial, s-a dezvoltat o intensă activitate religioasă în jurul bisericii catolice. În perioada interbelică, în mijlocul comunității catolice din Pașcani au mai lucrat preoții Gheorghe Peț, Anton Romila, Petru Pal, Iosif Szurgot, Mihai Dămoc, Rudolf Stadler, Gheorghe Frenț, Neculai Ivanciuc, Petru Băcăoanu, Anton Roca.  În timpul războiului, comunitatea era păstorită de pr. Petru Băcăoanu.
Muncitorii ceferiști pășcăneni au plecat în refugiu în primăvara anului 1944, ca urmare a apropierii frontului. În vara anului 1944 orașul Pașcani a fost bombardat intens de aviația sovietică, unul dintre obiectivele bombardamentelor fiind depoul de locomotive. Biserica catolică, aflată în apropierea depoului, a fost astfel avariată în mare parte, rămânând numai zidurile exterioare și fațada centrală a acesteia. Muncitorii ceferiști întorși din refugiu după 1944 au găsit biserica atât de distrusă, că nu mai putea fi reparată. Fațada centrală a bisericii s-a prăbușit după anul 1950, fiind demolat apoi și restul zidurilor rămase.
După instaurarea regimului comunist în România (1948), terenul pe care se afla biserica catolică a fost naționalizat de stat. Autoritățile comuniste nu au permis construirea unei alte biserici în locul celei distruse. După un recensământ efectuat în 1945 de un preot de la Hălăucești, comunitatea catolică din Pașcani era formată din 60 de familii cu 115 credincioși. Comunitatea catolică din Pașcani nu a mai putut ființa în lipsa unei biserici și a unui preot propriu, devenind astfel pentru mulți ani filială, pe rând, a parohiilor Fălticeni (1945-1965), Hălăucești (1965-1971) și Mircești (1971-1990). 
Serviciile religioase s-au desfășurat pentru o lungă perioadă de timp în diferite spații puse la dispoziție de credincioșii catolici și ortodocși, mai întâi într-o casă de pe str. Unirii nr. 11, unde s-a slujit în perioada 1945-1971, iar după prăbușirea acestei case la inundațiile din 1971 a fost închiriată o cameră într-o clădire de lângă autogară unde s-a celebrat liturghia duminicală. În anul 1974 a fost cumpărată o casă cu teren de 920 m², aflată pe str. 23 August (redenumită apoi str. 1 Decembrie 1918) nr. 1. 
Deși vremurile erau grele pentru desfășurarea unei vieți religioase, comunitatea catolică din Pașcani a început să crească numeric după 1965. Ca urmare a înființării la Pașcani a mai multor fabrici (Integrata, Fabrica de perdele, Fabrica de traductoare etc.), s-au stabilit în oraș muncitori din satele cu populație catolică aflate în împrejurimi: Butea, Hălăucești, Mircești, Mogoșești-Siret, Răchiteni, Tețcani etc. În ultimii ani ai regimului comunist, de asistența spirituală a credincioșilor pășcăneni s-a îngrijit pr. Ștefan Demeter, paroh de Mircești.

### Noua biserică
Comunitatea catolică din Pașcani fiind în creștere, a devenit necesară construirea unei clădiri noi și mai încăpătoare. Autoritățile nu dădeau aprobare de construire pentru o biserică, dar în 1985 s-a aprobat construirea unei case proprietate personală pe numele a doi preoți: Ștefan Demeter (paroh de Mircești în perioada 1976-1991) și pr. Dumitru Gabor (paroh la Răchiteni în perioada 1976-1985). Casa urma să fie de o vilă tip „Deva” cu o sală mare la parter pentru celebrarea slujbelor religioase.  În perioada regimului comunist, lucrările s-au desfășurat cu mari greutăți din partea autorităților. Autoritățile veneau desori în control, obligând când la demolarea unei părți a clădirii, când la modificarea alteia. 
După Revoluția din decembrie 1989, s-au reluat lucrările de construcție, făcându-se modificări pentru ca „vila” să devină biserică și începându-se construirea casei parohiale.  Episcopul de Iași, Petru Gherghel, a reînființat Parohia romano-catolică din Pașcani în 1990, dându-i hramul „Sfântul Anton de Padova”. După decesul preotului Ștefan Demeter la 8 februarie 1991, ca paroh a fost numit pr. Anton Săbăoanu, dar acesta a plecat după câteva luni la studii în Italia. Pr. Isidor Iacovici, noul paroh de Pașcani (1991-1999), a continuat lucrările, fiind ajutat de enoriașii care, după ce se întorceau de la fabrică, rămâneau până seara târziu să lucreze la construirea bisericii și a casei parohiale. În anul 1993 s-a început ridicarea turnului, lucrare terminată în 1995.  După câțiva ani de muncă s-a reușit construirea unei biserici cu turn și sacristie, precum și a casei parohiale cu garaj. Noul lăcaș de cult a fost sfințit la 10 noiembrie 1996 de către episcopul Petru Gherghel, în prezența a peste 30 de preoți și diaconi și a unui număr mare de credincioși din Pașcani și din localitățile învecinate. 
Începând din 1999, paroh al comunității romano-catolice din Pașcani este pr. Francisc Vernică, originar din Oțeleni. Din anul 2000, în cadrul parohiei își desfășoară activitatea părinții din Congregația Școlilor de Caritate, care au inaugurat la 2 mai 2009 sediul Mănăstirii „Cavanis” și a Centrului pentru Tineret „Sf. Iosif”, unde are loc formarea creștină și umană a copiilor și tinerilor. 
La sfârșitul secolului al XX-lea și începutul secolului al XXI-lea, situația enoriașilor parohiei a fost următoarea:
- 1995 - 420 de familii cu 1.200 credincioși[2]
- 2005 - 427 familii cu 1.388 credincioși

În perioada 29-30 iulie 2006, episcopul Petru Gherghel de Iași s-a aflat într-o vizită pastorală în Parohia Pașcani, a celebrat liturghii și s-a întâlnit cu membrii comitetului bisericesc, cu membrii comisiei sinodale și cu părinții de la Institutul religios „Cavanis” care au o casă deschisă în Parohia Pașcani. 
În prezent, Parohia Pașcani are următoarele filiale: Blăgești, Boșteni, Bursuc, Dolhasca, Gâștești, Hărmăneștii Noi, Heci, Lespezi, Ruginoasa, Sodomeni, Stolniceni, Vânători-Gura Bădiliței. Ea aparține de Decanatul de Valea Siretului, cu sediul la Butea. În această biserică sunt celebrate zilnic liturghii.
Din rândul enoriașilor Parohiei Pașcani provin pr. Hugo Daniil Hampel, OFMConv. (1891-1934), pr. Petru-Bogdan Răchiteanu (n. 1975) și pr. Samiras-Gabriel Brahas, OFMCap. (n. 1979).

## Preoți
La această biserică au slujit următorii preoți-parohi: 
- pr. Anton Romila (n. 29 iunie 1879, Huși - d. 14 decembrie 1950, Găureni, județul Iași) - paroh la Pașcani (1931). A urmat studii gimnaziale, liceale și teologice la Seminarul Diecezan din Iași, timp de 12 ani, fiind sfințit preot la 26 noiembrie 1906. A activat ca administrator parohial la Gherăești (7 decembrie 1907- 3 martie 1909), la Răchiteni, apoi profesor la Seminarul din Iași și administrator al bunurilor Episcopiei. S-a retras în 1948 în satul Găureni, unde deținea o proprietate. A decedat și a fost înmormântat la Găureni.
- pr. dr. Petru Pal (n. 13/24 iulie 1872, Pildești, județul Roman - d. 31 ianuarie 1943, Iași) - A urmat cursurile Seminarului „Sf. Iosif” din Iași (1887-1894), fiind sfințit preot la 29 septembrie/11 octombrie 1895, la Iași, de către episcopul Dominic Jaquet. A fost primul preot indigen care a absolvit cursurile Seminarului din Iași. A urmat apoi studii de specializare la Colegiul „Germanicum-Hungaricum” din Roma (1898-1900), obținând titlul de doctor în filozofie la Academia „Sfântul Toma de Aquino” și doctor în teologie la Institutul „Sant'Apollinare”, iar mai târziu a urmat cursuri de specializare la Universitatea Fribourg (Elveția) (1902-1903), obținând titlul de doctor în litere și filozofie, echivalat în anul 1906 de Universitatea București. A activat ca profesor la Colegiul „Cipariu” din Iași (1894-1898, 1900-1902), spiritual la Institutul de Fete „Notre Dame de Sion” din Iași (1900-1902) și paroh de Răchiteni (august 1903 - septembrie 1905). A fost numit episcop de Iași la 14 martie 1904, dar, la 30 august, Sfântul Scaun a revocat numirea, considerând-o drept inoportună. Relația sa cu autoritatea bisericească s-a deteriorat, iar Petru Pal s-a retras de la conducerea Parohiei Răchiteni, activând ca vicar la Bârgăuani (1905-1906) și preot fără atribuții pastorale la Săbăoani (1906-1907). A renunțat la activitatea pastorală, lucrând ca profesor de italiană la Bârlad (1907) și de limba germană la Craiova (1907), Constanța (1908-1909) și la Școala Superioară de Comerț din Iași (1910-1937), de unde s-a pensionat. Pentru scurte perioade, a primit și unele însărcinări pastorale: paroh la Pașcani (24 mai 1933 - ), paroh extrabugetar de Fălticeni (iunie 1936 - octombrie 1937) și paroh de Valea Seacă (noiembrie 1937 - sfârșitul anului 1941). De asemenea, a fost redactor la revista Lumina creștinului (martie 1936 - noiembrie 1937). După pensionare, s-a stabilit la Valea Seacă (1937-1941) și apoi la Seminarul „Sf. Iosif” (1941-1943). A decedat la Iași la 31 ianuarie 1943, fiind înmormântat în Cimitirul Eternitatea. A fost deshumat la 5 aprilie 1994 și înmormântat în cimitirul din Pildești.
- pr. Iacint Bock, OFMConv. (n. 7 iunie 1885, Podkamien ad Brody, Polonia - d. 17 decembrie 1958, Prăjești) - A activat ca paroh la Pașcani (1941). A decedat și a fost înmormântat la Prăjești.
- pr. Petru Băcăoanu, OFMConv. (n. 20 iunie 1908, Adjudeni, județul Neamț - d. 11 iulie 1992, Timișu de Sus, județul Brașov) - A fost sfințit preot în 1933. A participat ca preot confesor pe Frontul de Est în cel de-al doilea război mondial. A activat ca paroh la Pașcani (1942-1944). A fost arestat după război și închis în Penitenciarul Galați. A slujit apoi ca paroh la Sinaia (1965-1972). A fost înmormântat la Adjudeni.
- pr. dr. Anton Săboanu (n. 26 septembrie 1958, Butea, județul Iași) - paroh (1 august - 1 octombrie 1991). A absolvit Școala Generală de 8 clase la Butea (1973), Școala de Cantori din Iași (1977) și Institutul Teologic Romano-Catolic „Sf. Iosif” din Iași (1984). A urmat ulterior studii postuniversitare la Institutul de Liturgie Pastorală „S. Giustina” din Padova (Italia) (1991-1993), unde a obținut licența în liturgică pastorală, și la Universitatea din București (2000-2007), unde a obținut doctoratul în teologie în septembrie 2007 cu teza de doctorat intitulată „Izvoarele biblice ale rugăciunii liturgice”. A fost sfințit preot la 29 iunie 1984, la Iași, de către episcopul Lajos Balint. A activat ca vicar la Gherăești (1 august 1984 - 1 august 1986) și la Parohia „Adormirea Maicii Domnului” din Iași (1 august 1986 - 19 martie 1991), paroh la Pașcani (1 august - 1 octombrie 1991). După studii efectuate la Padova (1991-1993), revine în România și este numit director la Liceul Teologic Romano-Catolic „Sf. Iosif” din Bacău (din 1 octombrie 1993) și la Seminarul Liceal „Sf. Iosif” din Bacău (din 1 septembrie 1994). Cele două instituții au fuzionat, pr. Săboanu fiind în prezent director al Liceului Teologic Romano-Catolic „Sf. Iosif” din Bacău, cu cele două secțiuni: Seminarul Liceal „Sf. Iosif” și Liceul Catolic.
- pr. Isidor Iacovici (n. 9 aprilie 1958, Mărgineni, județul Bacău) - paroh (1 octombrie 1991 - 27 iunie 1999). A absolvit Școala generală de 8 clase la Mărgineni (1973), Liceul Seminarial din Iași (1977) și Institutul Teologic din Iași (1984). A fost sfințit preot la 29 iunie 1984, la Iași, de către episcopul Lajos Balint. A făcut studii postuniversitare la Pontificia Facoltà Teologica „Teresianum” din Roma, obținând licența în teologie spirituală. A activat ca vicar la Rădăuți (1 august 1984 - 31 august 1985), Piatra Neamț (31 august 1985 - 8 septembrie 1987) și Prăjești (8 septembrie 1987 - 21 noiembrie 1989), paroh la Vizantea (21 noiembrie 1989 - 1 octombrie 1991), Pașcani (1 octombrie 1991 - 27 iunie 1999) și Parohia „Sf. Tereza” din Iași (27 iunie 1999 - 27 iunie 2004), capelan la Roma (1 iunie 2004 – 3 decembrie 2008), paroh pentru comunitatea românilor din Roma și decan al Italiei centrale și de Sud (3 decembrie 2008 –).
- pr. Francisc Vernică (n. 13 ianuarie 1963, Oțeleni, județul Iași) - paroh (27 iunie 1999 - 31 august 2014). A absolvit Școala Generală de 8 clase la Iași (1977), Liceul Național (fost „Mihail Sadoveanu”) din Iași (1981). După efectuarea stagiului militar obligatoriu la Școala de ofițeri în rezervă din Zalău (nouă luni, între 1981-1982), el a absolvit Institutul Teologic Romano-Catolic „Sf. Iosif” din Iași (1988). A fost sfințit preot la 29 iunie 1988, la Iași, de către episcopul Ioan Robu. A activat ca vicar la Frumoasa (4 august 1988 - 11 august 1991) și Săbăoani (11 august 1991 - 4 august 1993), paroh la Berzunți (4 august 1993 - 25 iunie 1999) Pașcani (27 iunie 1999 - 31 august 2014) și Tuta (1 septembrie 2014 -).
- pr. Mihai Cătău (n. 22 ianuarie 1963, Călugăreni, județul Bacău) - paroh (din 1 septembrie 2014).

## Imagini

Biserica romano-catolică din Paşcani
Biserica romano-catolică din Paşcani
Biserica romano-catolică din Paşcani
Grota Lourdes